# Bataille de Cerro de Cóporo
Guerre d'indépendance du Mexique
La Bataille de Cerro de Cóporo est une action militaire de la guerre d'indépendance du Mexique qui eut lieu le 1er septembre 1817 sur les pentes du Cerro de Coporo, dans la municipalité actuelle de Heroica Zitácuaro, État de Michoacán. Les insurgés, commandés par le Général Nicolas Bravo y défirent les forces royalistes du colonel Ignacio Mora.

## Contexte
Durant les mois de mai et juin 1817 pendant la guerre d'indépendance du Mexique, les troupes rebelles du général Nicolas Bravo et les indépendants de Benedicto López eurent de fréquents affrontements avec les forces royalistes dans la partie orientale de l'état actuel de Michoacán. Benedicto Lopez qui avait battu à plusieurs reprises le major Pio Maria Ruiz chargé de harceler ses forces, défit le 13 juin 1817 une petite unité royaliste qui s'était éloignée dans cette zone. Grâce à cette action, Nicolas Bravo réussit à prendre la Cerro de Cóporo (colline de Coporo) en juillet 1817 et engagea la réparation des anciennes fortifications détruites par les forces royalistes afin de pouvoir envoyer des troupes à partir de là pour surveiller Maravatío (es) et d'autres villes de la région.

## Bataille
Les troupes royalistes se méfiaient en permanence des insurgés de Nicolas Bravo comme d'une menace constante. Pendant les derniers jours du mois d'août, une expédition de la Nouvelle-Espagne commandée par le colonel royaliste Ignacio Mora et composée du bataillon de Saint-Domingue, du régiment des fils du Mexique et d'un escadron, quitta Ixtlahuaca le 1er septembre 1817 et assiégea la Cerro de Cóporo. Ignacio Mora, commandant sans expérience du combat, ordonna l'assaut des fortifications qui avaient été largement reconstruites depuis, formant une colonne composée d'hommes des compagnies fixes et de Saint-Domingue sous les ordres du lieutenant Felix Merino. La bataille abouti à un échec des royalistes qui perdirent 5 officiers et 100 hommes.

## Conséquences
À la suite de cette défaite Mora fut relevé de son commandement et remplacé par le colonel Barradas qui n’atteint pas non plus les objectifs de la campagne; Le gouvernement colonial décida alors d'envoyer le bataillon de Lovera commandé par le colonel Marquez Donayo qui rétablit le site avec plus d'hommes et empêcha toute communication avec les insurgés de l'extérieur. Les insurgés commencèrent à manquer de vivres et la maladie s'installa. Benedicto Lopez parvint à quitter la colline et tenta de ravitailler les insurgés mais il fut fait prisonnier et fusillé le 29 novembre. Le 11 décembre, Marquez Donayo attaqua de nouveau le fort de Coporo, faisant 22 prisonniers insurgés.
Nicolás Bravo, Ramón López Rayón et Ignacio Lopez Rayon réussirent à s'échapper et se réunirent à Huetamo avec d'autres insurgés afin d'organiser leurs forces sur de nouvelles bases. Après ce fait d'armes, Nicolas Bravo rejoignit les forces de Vicente Guerrero afin de poursuivre la lutte pour l'indépendance mexicaine.

## Sources
- Zárate, Julio (1880), «La Guerra de Independencia», en Vicente Riva Palacio, México a través de los siglos, volume 3, México: Ballescá y compañía